# Torre San Patrizio
Torre San Patrizio (La Torra o La Tora in dialetto fermano; più modernamente La Torre) è un comune italiano di 1 784 abitanti della provincia di Fermo nelle Marche.

## Geografia fisica
Torre San Patrizio è un comune situato nella provincia di Fermo, nelle Marche, caratterizzato da una peculiare conformazione geografica che ne ha influenzato la storia e lo sviluppo.

### Posizione e altitudine
Il centro abitato sorge su una collina, a un'altitudine di circa 224-225 metri sul livello del mare. L'intero territorio comunale presenta un'altimetria variabile, oscillando tra i 45 e i 279 metri s.l.m., a testimonianza della sua natura collinare. Questa posizione elevata offre spesso scorci panoramici suggestivi sul paesaggio circostante.

### Territorio e idrografia
Il comune si estende su una superficie di circa 11,93 km². Il territorio è prevalentemente collinare, incastonato in una zona che si può definire come la media Valtenna. Torre San Patrizio è situata tra due importanti corsi d'acqua: il fiume Tenna a nord e il fiume Ete Morto a sud. Questi fiumi, pur avendo carattere torrentizio, hanno storicamente segnato i confini naturali del territorio e contribuito alla fertilità delle valli. L'Ete Morto, in particolare, è un affluente di destra del fiume Chienti e attraversa principalmente la provincia di Fermo.

### Clima
Il clima di Torre San Patrizio è di tipo temperato mediterraneo, con caratteristiche tipiche delle zone interne marchigiane. Le estati sono generalmente calde e prevalentemente serene, con temperature che possono raggiungere i 28°C e raramente superano i 32°C. Gli inverni sono lunghi e piuttosto freddi, spesso parzialmente nuvolosi, con temperature che in genere vanno dai 3°C e raramente scendono sotto i -1°C. Le precipitazioni si distribuiscono durante l'anno, con una tendenza a essere più concentrate in autunno e primavera. La vicinanza al mare Adriatico, pur non essendo diretta, mitiga in parte le temperature estreme.

### Paesaggio e ambiente
Il paesaggio è dominato da colline coltivate, tipiche della campagna marchigiana, con una prevalenza di seminativi, uliveti e vigneti. La presenza del Parco di Villa Zara, un polmone verde di circa tre ettari, testimonia l'attenzione verso la conservazione delle aree naturali all'interno del contesto urbano. La morfologia del terreno, con i suoi saliscendi, contribuisce a definire l'aspetto pittoresco del borgo e delle aree circostanti.

## Storia

### Dalle origini al Medioevo
Le prime tracce di insediamenti umani nel territorio di Torre San Patrizio risalgono al periodo piceno, come attestato dal ritrovamento nel 1934 di tombe e corredi funerari risalenti al VII e VI secolo a.C.. Ulteriori scoperte di reperti di epoca repubblicana e imperiale  suggeriscono che l'antica Turris Patritia fosse un pagus (villaggio rurale).
Le fonti storiche tornano a menzionare la località solo nell''XI secolo. In una "precaria" del luglio 1059 si fa riferimento a "et in Colle Patritio", mente già dal 1000 il toponimo "Collis Sancti Patritii" appare nell'elenco delle cose più notabili della città di Fermo  collegandolo con il futuro patrono San Patrizio.
Il territorio rientrava nel ministerium de plebe Sancti Cassiani, confinante con quello di San Severino. Questo ministerium comprendeva i castelli di Cerreto e Alteta, e forse anche Gabbiano estendendosi oltre il confine montegiorgese fino al torrente Ete Morto. Questo ministerium figura in un solo documento redatto nell'aprile del 1100 del codice 1030 dove Masso vicedominus chuede al vescovo Azzo dei benefici: "idest ipso castello de filiis, quondam Teuzonis a vocabulo iuxta fluvio Tenna qui est infra ministerio de plebe Sancti Cassiani [...] et cum ipsa ecclesia Beata Sancta Maria que est de ipso castello [...] et cum medietate de ipsa ecclesia Beato Sancto Virgilio [...] et cum ipsa quarta parte de Beato Sancto Polo [...] habet finis de capo via de Loriano qui vadit in Sancto Severino et pergit in Tenna et vadit in putio de Cabiano er pergit in Eta, de pede via de Eta Morta qui vadit Sancro Petro de Patrinioni et vadit in vado del a Preta et vadit in Lauro et pergit in Eta , ab unno (sic) lato fine fluvio medio Eta, ab alio lato fine medio fluvio Eta Morta. L'area del ministerium si estendeva con confini ben definiti, ipotizzando che includesse anche i territori di Monte San Pietrangeli e Ripa di Cerreto
Nel  Agosto del 1091, Adalberto di Adamo con una precaria chiede in usufrutto vitalizio al vescovo Azzo diversi appezzamenti di terreno sulla sponda sinistra del fiume Tenna.  La pieve di San Cassiano è citata tra i Firma servitia debitalia e compare cinque volte nelle Rationes tra il 1290 e il 1299. i documenti riportano dei versamenti, di cui la prima e ultima rata viene versata dal pievano Andrea, come un cappellano Andrea è ricordato per l'ecclesie S. Cassiani nel 1291, nel 1292 . Ne diventa pievano Girardo e dal 1290 al 1299 il cappellano di S. Cassiano risulta omonimamente un Girardo. La prima chiara localizzazione geografica della Pieve di San Cassiano viene documentata nel 1406 e nel 1407 specificando che è ubicata nel territorio di Torre San Patrizio. L'ipotesi attuale è che la pieve sorgesse a nord dell'abitato nell'attuale contrada San Cassiano dove fino a metà anni cinquanta sorgeva una chiesina dedicata ai SS. Ippolito e Cassiano dei quali le reliquie sono state traslate nella chiesa del SS. Salvatore. La chiesina dei SS Ippolito e Cassiano è riportata nelle relazioni del visitatore apostolico del 1573, sul poggio ove sorgeva in origine la chiesa ora si trova una casa colonica abbandonata. I due santi venivano invocati durante la processione delle <<rogazioni>>, nella sosta che si effettuava presso la porta del lato nord del paese (ex porta marina).

### Dal libero comune alle Signorie
Nel 1229 gli homines di Torre San Patrizio vengono citati nei patti di Fermo per insubordinazione sociale. Il borgo doveva già essersi costituito in libero comune nel 1258, quando Manfredi, re di Sicilia assoggettò con proprio editto "Turris Sancti Patritii"  insieme ad altri comuni al dominio fermano.
Torre San Patrizio prese parte allo scontro tra  guelfi e ghibellini,  schierandosi con questi ultimiA riprova di questa adesione,  il 25 settembre del 1301 Pietro Caetani, nipote di Papa Bonifacio VIII, rettore della Marca di Ancona infliggerà al podestà di Torre San Patrizio la fortissima multa di 1000 marchi d'argento.
Il 13 dicembre del 1414, Galeazzo Malatesta, dopo aver conquistato il castello di Rapagnano,   si accampò lungo il fiume Ete Morto tra Torre San Patrizio e Monte Urano. Il [..] dicembre assoggetta il castello di Torre San Patrizio e senza colpo ferire il 22 dicembre occupa Monte Urano. L'8 giugno 1416 il comune di Fermo riottenne il controllo del castello di Torre San Patrizio, che tornò alla signora di Lodovico Migliorati.
Nel 1433, con l'arrivo nella marca fermana di Francesco Sforza  e la sua investitura a signore di Fermo da parte di papa Eugenio IV, anche Torre San Patrizio passa sotto il suo controllo.
A settembre 1435 a Fermo viene fissata una tassa sui focolai contro la quale tra gli altri protestano alcuni cittadini appena insediati nei castelli del contado tra i quali Vanne di Torre San Patrizio. La protesta si spingerà fino a Todi dove tiene campo Francesco Sforza, che tuttavia non accoglie le richieste.
L'8 novembre 1443 il generale Paolo di Sangro al comando delle truppe del re di Aragona muovendo dal castello di Montegiorgio pone in assedio, espugna e brucia il castello di Torre San Patrizio per poi attaccare il 27 novembre il castello di Monte Urano che seguirà la medesima sorte.
Il 15 aprile 1445, con pubblico bando viene dato ordine di pagare entro 8 giorni le quote per il restauro delle cinta murarie di Torre San Patrizio e Monte Urano prevedendo un contributo secondo le condizioni economiche da 10 a 40 soldi. All'origine di questa disposizione la tradizione vuole far risalire l'associazione del leone sforzesco (dorato sormontante un ramo di cotogno) nello stemma cittadino, che inizialmente presentava solo una torre.
Nel 1466, presso la chieda della Madonna delle Rose, fu realizzato  un affresco ritraente "Madonna col Bambino in trono tra San Nicola da Tolentino e San Bernardino da Siena, in alto il Redentore benedicente" dal pittore Pierpalma da Fermo. L'opera che inizialmente venne attribuita a Pietro Alemanno successivamente assegnata a Pietro Alima  e ha rappresentato per anni il fulcro del corpus pittorico e stilistico di questo artista. Recentemente si è correttamente attribuita l'opera al maestro crivellesco Pierpalma da Fermo.
Nel 1494,  con il pretesto dell'ospitalità offerta a Torre San Patrizio a mietitori esiliati da  Ascoli Piceno, fu giustificato l'invio di un contingente ascolano in aiuto dei tolentinati.
Il 1497 vede Torre San Patrizio come campo di battaglia e di scorrerie per scontri tra Fermo e Ascoli Piceno che supportava la vicina Monte San Pietrangeli. Nei fatti, Monte San Pietrangeli predava il mulino e distruggeva i campi di grano delle vicine Torre San Patrizio, Francavilla d'Ete e Petriolo. Sfruttando l'instabilità del momento il conte Antonio di Tolentino attaccò i contendenti distruggendone i raccolti. Seguì una rappresaglia di Monte San Pietrangeli che però finì con la rotta degli assaltatori e i contadini dei paesi circostanti che razziarono bestiame per 200 ducati e 20 some di grano dal mulino che fu poi distrutto come rappresaglia per il precedente attacco.
Nel 1498, Monte San Pietrangeli con l'istigazione e il supporto di Ascoli Piceno e Montolmo riprese le scorrerie a danno di Torre San Patrizio, Petriolo e Francavilla d'Ete. La città di Fermo pose a difesa dei castelli vessati il genovese Andrea Doria, inviato del conte di Urbino, con 50 fra uomini d'arme e balestrieri a cavallo. Rapidamente la situazione si capovolse in sfavore di Monte San Pietrangeli,che il 22 maggio 1498, risultava assediato da Andrea Doria con 2000 fanti e 400 cavalieri. Tolto l'assedio a Monte San Pietrangeli e partito il Doria, durante l'estate si assiste alla discesa da Chiaravalle di Ercole Bentivoglio forte di 400 lance che dopo 6 giorni di battaglia rinuncia a prendere il castello di Torre San Patrizio. Da cui si spostò a Montegranaro razziandone il bestiame e catturando due ragazzi per poi muoversi su Grottazzolina e Alteta (dove viene respinto da entrambe) e infine dirigersi a Falerone prima di risalire a Chiaravalle. Successivamente, ripassò da Torre San Patrizio per guadare il Tenna alla volta di Monterubbiano.
Nella seconda metà di agosto 1515, a seguito di un tentativo di Battista Guerrieri di prendere la signoria fermana,  verificò uno scontro tra le sue truppe e le forze guidate da Girolamo Brancadoro proprio sotto le sue mura di Torre San Patrizio. Le forze del Guerrieri subirono una pesante sconfitta, e i fuggiaschi si rifugiarono a Monte San Pietrangeli, consegnando la signoria fermana a Lodovico Euffreducci.

### L'Età Moderna
Il 16 dicembre 1544 su istanza Maestro Francesco Boni di Napoli, fu deliberato da la consiglio di chiamare i  Frati Minori Conventuali, come ricordato da una pergamena conservata presso il convento di Montegiorgio, che menziona come in precedenza vi fosse un solo sacerdote.
Nel 1550, Torre San Patrizio fu annoverata tra i castelli di proprietà di Fermo, che vi inviava un podestà e un magistrato con incarichi semestrali.
Tra il 1594 e il 1597, padre Orazio Civalli, Ministro provinciale dell'ordine dei Frati Conventuali delle Marche, compilò una relazione sulla sua visita triennale, in cui  per "La torre di S. Patrizio" riporta la presenza di una chiesa nella quale vi è molta devozione per un crocifisso.

## Monumenti e luoghi d'interesse

### Architettura civile
- Mura di cinta frammentarie - Con porta d'ingresso del Sole (XV - XVI secolo) a lieve sesto acuto e beccatelli (mozza) e altra porta Marina (XIV - XV secolo) ora abbattuta.
- Fonte Duglio

### Architettura religiosa

#### Chiese
- Chiesa di San Francesco (originaria XV Sec. con ultimo rifacimento nel XVIII secolo) - Dallo studio degli atti notarili del XV e XVI secolo, presenti presso l'archivio di stato di Fermo, effettuato da Matteo Mazzalupi (2024)  lo storico ha ricostruito come ai primordi dell'insediamento religioso dovesse esserci un'edicola stradale di probabile soggetto mariano di proprietà comunale definita come "Santissima coma" fin dalle prime testimonianze (1497). Nel 1503 doveva esser già trasformata in chiesa come attestato da un contratto del 1499 per la fornitura di un ingente quantità di laterizi ai "sindici" ovvero gli amministratori laici che ne gestivano le finanze. Nel 1508 ritroviamo il titolo di "Santa Maria della Concezione" anche se la sottostante via conserva il nome di "Via della Cona" per poi venir citata con il titolo alternativo di "Santa Maria delle Grazie" nel 1537. Nel frattempo doveva crescere la devozione al crocifisso tanto che in un lascito viene identificata come “Sancte Marie Gratiarum et Crucifisso”. Tuttavia nel XVIII Sec. aveva il titolo di chiesa del SS crocifisso come ricordato da un' un’epigrafemurata al di sopra della porticina a sinistra dell’altare: “ALTARE HOC SS. JESU CHRISTO / CRUCIFIXO IN HONOREM SS. FRANCISCI / ET CLARAE ERECTUM PRIVILEGIO QUO/TIDIANO PERPETUO AC LIBERO PRO OM/NIBUS DEFUNCTIS AD QUOSCUMQUE SA/CERDOTES VIGORE BREVIS BENEDICTI / XIV DIE IV OCTOBRIS MDCCLI INSIGNITUM / ATQUE A MINISTRO GENERALI ORDINIS DI/E XII MENSIS FEBRUARII MDCCXCIII DESI[gn]ATUM” (“Questo altare, eretto al santissimo Gesù Cristo crocifisso in onore dei santi Francesco e Chiara, fu insignito del privilegio quotidiano perpetuo e libero per tutti i defunti e per qualsiasi sacerdote in forza di un breve di Benedetto XIV del 4 ottobre 1751 e fu scelto dal ministro generale dell’ordine il12 febbraio 1793”). Attualmente riporta il titolo di San Francesco. All'interno il venerato crocifisso ligneo (circa 1480 - 1500) espresisone artistica di un intagliatore tedeschizzante, attualmente esposto dietro l’altare dell’attuale chiesa di San Francesco. In passato, su richiesta dei contadini locali, allo scopo di propiziare la pioggia, il crocifisso veniva portato nella chiesa parrocchiale di San Salvatore e venerato dalla gente del paese. L'altare principale è dedicato ai SS Francesco e Chiara.  All’interno, “Madonna addolorata e san Giovanni” – frammento di affresco 100×130 di Vincenzo Pagani[23][24] e alcune tele da fine XVI sec. al XVIII sec. L'ipotesi avanzata da Paola Pierangelini e Walter Scotucci che l'affresco dovesse essere la base per il crofisso ha trovato recentemente conferma nel confronto dimensionale recentemente effettuato tra le due opere eseguito da Matteo Mazzalupi (2023). La chiesa, con l’annesso convento, subì il decreto imperiale di Napoleone Bonaparte del 13 settembre 1810. Successivamente l'amministrazione comunale intese affidarla ai passionisti nel periodo 1858-1862. Tale presennza cessò per effetto delle soppressioni del 1861 con l'espulsione di alcuni religiosi e il trasferimento di altri[25].
- Chiesa di San Salvatore (XIII secolo rimaneggiata nel XVIII secolo) - Sopra l'altare laterale di destra vi è una tela a olio che rappresenta "Madonna con Bambino, Sant'Antonio Abate e San Tommaso da Villanova" di ambito marchigiano di autore settecentesco anonimo raffigurante La Madonna col Bambino al centro circondati da angeli sospesi sulle nuvole, tra l'elemosina di San Tommaso di Villanova a destra e Sant'Antonio abate a sinistra; l'altare laterale di sinistra estasi di Sant'Agostino e in lontananza martirio di san Bartolomeo apostolo. All'interno sono presenti anche un'acquasantiera - a fusto - bottega marchigiana del XV/ XVI sec.
- Chiesa di San Patrizio, in precedenza dedicata a San Vincenzo Ferrer eseguita da maestranze locali nel XVIII sec, di proprietà privata.
- Chiesa di San Pietro, di origini medievali si trovava nella contrada omonima e risulta ormai diruta.
- Chiesa della Madonna delle Rose (XV secolo) - L'edificio religioso, dedicato alla Madonna delle Rose, presenta un'unica navata caratterizzata dalla presenza di un affresco entro una nicchia cuspidata firmato da Pierpalma da Fermo ritraente "Madonna col Bambino in trono tra San Nicola da Tolentino e San Bernardino da Siena, in alto il Redentore benedicente" del 1466, presente un'acquasantiera ricavata da un capitello decorato a treccia romanica. Di proprietà della Confraternita del Santissimo Sacramento.

#### Conventi
- Convento di San Francesco - Su delibera del 1544, eseguita nel 1571, fu costruito il convento per venerato crocifisso ligneo ad oggi ampiamente rimaneggiato e adibito ad edificio scolastico fin dal XIX secolo[21][26].
- Monastero femminile di San Pietro in monteriano, oggi ad eccezione della chiesa diruta risulta scomparso. Una delle ipotesi di localizzazione, lo identifica con i resti della chiesa di san Pietro in contrada San Pietro; inizialmente proprietà dall'Abbazia di Farfa come riportato nell'elenco dei beni farfensi perduti nella Marca che venne redatta nella prima parte entro il primo quarto dell'XI secolo e nella seconda parte da Gisone di Montegiorgio entro il 1070. Dopo il possesso dell'abazia di Farfa se ne era appropriato l'abate di San Savino[27][28][29].

### Parchi pubblici
- ll Parco Villa Zara è un'area verde pubblica, che circonda l'omonima villa storica. Caratterizzato da alberi secolari e una ricca varietà floreale, offre sentieri per passeggiate e ampie aree ricreative. Il parco è un importante patrimonio naturalistico e culturale per la comunità locale e ospita regolarmente eventi culturali e manifestazioni. La sua gestione mira a preservarne la bellezza e a promuovere la sua fruizione pubblica, rendendolo un luogo ideale per il relax e le attività all'aperto.

## Società

### Evoluzione demografica
Abitanti censiti

## Cultura
A Torre San Patrizio è ambientato "La nostra casa sull'Adriatico" di Margaret Collier (1846-1929), un vero e proprio diario (dal 1873 al 1885, con introduzione di Joyce Lussu, che fu nipote dell'autrice) in cui la scrittrice inglese racconta la sua vita nella provincia italiana all'indomani dell'Unità d'Italia. Sposatasi il 19 aprile 1873 con il colonnello romano Arturo Galletti de Cadilhac (1843 - 1912), Margaret Collier e suo marito decisero di andare a vivere a Torre San Patrizio in località San Venanzo (ora chiamata "Villa Zara"). Tuttora è visibile (solo dall'esterno) la casa dove vissero Margaret e suo marito.
Al figlio della scrittrice, l'ingegnere Roberto Clemens Galletti de Cadilhac che fu pioniere nello studio della telegrafia senza fili, è dedicato il teatro comunale.

## Infrastrutture

### Strade
I collegamenti più importanti sono:
- SS 210 Fermana-Faleriense, collegamento est-ovest da Porto San Giorgio ad Amandola;
- Dorsale Marche-Abruzzo-Molise "Mezzina", collegamento nord-sud in costruzione funzionante in alcuni tratti tra cui quello che va da Montecosaro a Fermo.

## Amministrazione
| Periodo        | Periodo        | Primo cittadino     | Partito                                                       | Carica  | Note   |
| -------------- | -------------- | ------------------- | ------------------------------------------------------------- | ------- | ------ |
| 4 giugno 1985  | 21 maggio 1990 | Dino Cognigni       | Democrazia Cristiana                                          | Sindaco | [ 35 ] |
| 21 maggio 1990 | 24 aprile 1995 | Alberto Regno       | Partito Comunista Italiano Partito Democratico della Sinistra | Sindaco | [ 35 ] |
| 24 aprile 1995 | 14 giugno 1999 | Alberto Regno       | Centro-sinistra                                               | Sindaco | [ 35 ] |
| 14 giugno 1999 | 14 giugno 2004 | Sauro Apolloni      | Lista civica                                                  | Sindaco | [ 35 ] |
| 14 giugno 2004 | 8 giugno 2009  | Sauro Apolloni      | Lista civica                                                  | Sindaco | [ 35 ] |
| 8 giugno 2009  | 26 maggio 2014 | Giuseppe Barbarella | Lista civica                                                  | Sindaco | [ 35 ] |
| 26 maggio 2014 | 27 maggio 2019 | Giuseppe Barbarella | Lista civica                                                  | Sindaco | [ 35 ] |
| 27 maggio 2019 | 10 giugno 2024 | Luca Leoni          | Lista civica                                                  | Sindaco | [ 35 ] |
| 10 giugno 2024 | in carica      | Luca Leoni          | Lista civica                                                  | Sindaco | [ 35 ] |

### Gemellaggi
Il comune di Torre San Patrizio è gemellato con:
- Kells[senza fonte]

### Altre informazioni amministrative
Fa parte dell'AST 4 di Fermo.

## Sport
La società sportiva Torrese (che sì è fusa con la squadra di calcio di Monte San Pietrangeli) ed ha formato l'ASD Monte e Torre calcio, milita nell'attuale campionato calcistico di Terza Categoria.
Oltre alla Torrese è presente anche il Torre San Patrizio calcio (anch'essa in Terza Categoria) e la Torrese calcio amatori (UISP).
La società sportiva Torre Volley (pallavolo femminile) attualmente in serie B2, ha partecipato al campionato di B1 negli anni 2011-2012.
Nel paese è presente anche una società di calcio a 5, la Torrese calcio a 5, che milita in Serie C1.